# Anthodiscus trifoliatus
Anthodiscus trifoliatus é uma planta nativa da Guiana e do Peru.